# Alsophila quadripunctaria
Alsophila quadripunctaria là một loài bướm đêm trong họ Geometridae.